# Gas liquat del petroli

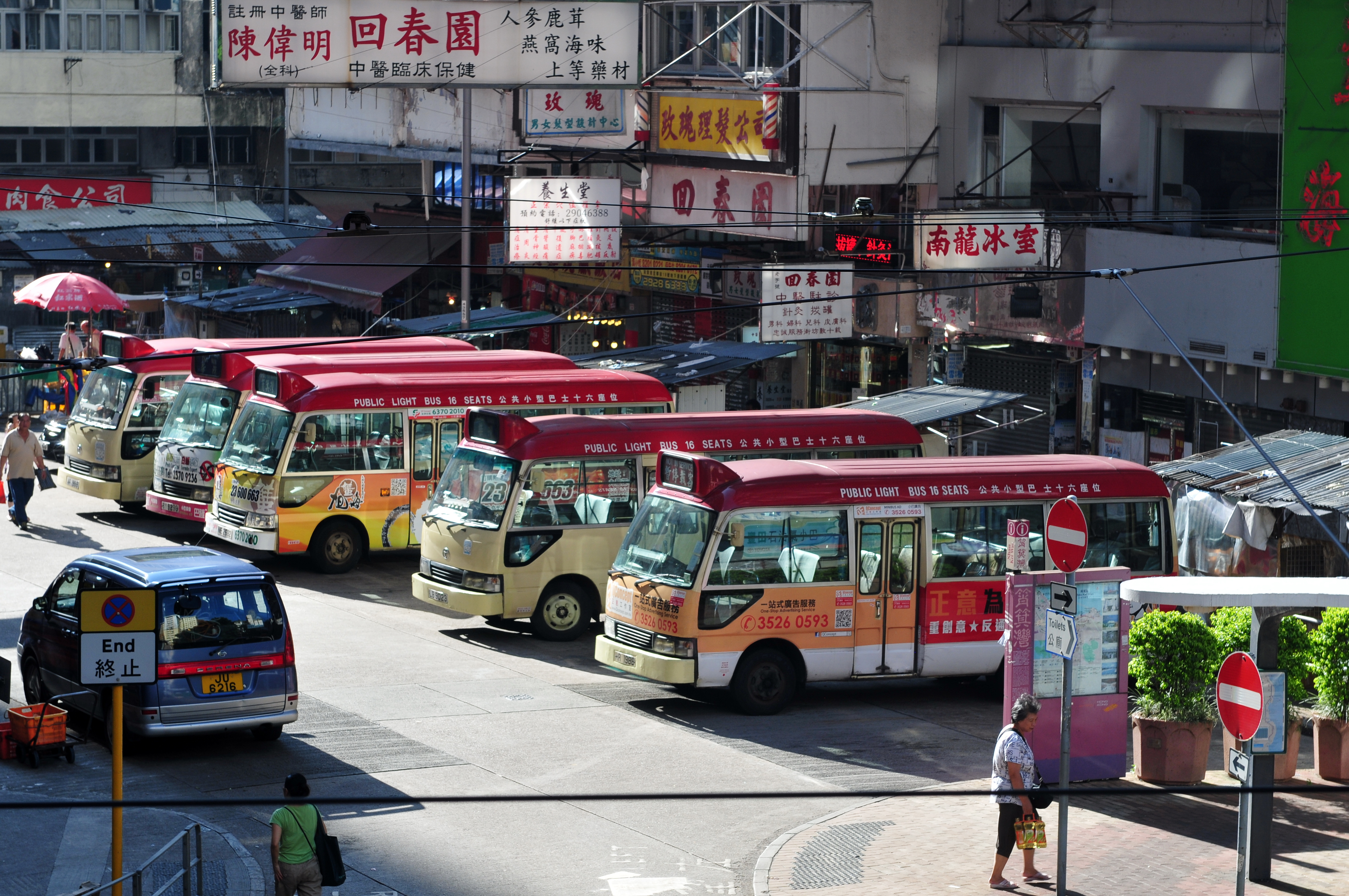
Busos LPG a Hong Kong

Un gas liquat del petroli o GLP és un gas dissolt al petroli que podem obtenir evaporant el petroli cru i condensant aquests gasos. S'obtenen principalment a les torres de destil·lació de les refineries de petroli, o també per mitjà del craqueig d'altres substàncies (hidrocarburs més pesants) obtinguts igualment a la destil·lació. Els més habituals són el propà i el butà, que s'usen com a combustibles fòssils.
Els components del GLP, encara que a temperatura i pressió ambientals són gasos, són relativament fàcils de condensar. El propà i butà estan presents en el petroli cru i en el gas natural, encara que una part s'obté durant el refinament del petroli, sobretot com a producte de la destil·lació fraccionada catalítica ( FCC , per les sigles en anglès  Fluid Catalytic Cracking ).

## GLP en refineries
S'inicia quan el petroli cru procedent dels pous petroliers arriba a una refinació primària, on s'obtenen diferents destil·lats, entre els quals es tenen gas humit, nafta o gasolina, querosè, gasoil atmosfèric o dièsel i gasoil de buit.
Aquests últims (gasoils) de buit són la matèria primera per a la producció de gasolines en els processos de craqueig catalític. El procés s'inicia quan aquests es porten a una planta FCC i, mitjançant un reactor primari a força d'un catalitzador a alta temperatura, s'obté el GLP, gasolina i altres productes més pesants. Aquesta barreja després se separa en trens de destil·lació.

## GLP de gas natural
El gas natural de propà i butà poden ser extrets per processos consistents en la reducció de la temperatura del gas fins que aquests components i altres més pesants es condensin. Els processos usen refrigeració o turboexpansors per aconseguir temperatures menors de -40 °C necessàries per recuperar el propà. Subseqüentment aquests líquids són sotmesos a un procés de purificació usant trens de destil·lació per produir propà i butà líquid o directament GLP.
El GLP es caracteritza per tenir un poder calorífic alt i una densitat més gran que la de l'aire.

## Usos
Els usos principals del GLP són els següents:
- Obtenció d'olefines, utilitzades per a la producció de nombrosos productes, entre ells, la majoria dels plàstics.
- Combustible per a automòbils, una de les variants és el  autogàs .
- Combustible de refineria.
- Combustible domèstic (mitjançant garrafes o xarxes de distribució).